# Sedat Balkanlı
Sedat Balkanlı (* 15. Januar 1965 in Istanbul; † 29. April 2009 ebenda), meist nur kurz Sedat genannt, war ein türkischer Fußballspieler, bei dem 1997 die seltene Krankheit Amyotrophe Lateralsklerose (ALS) festgestellt wurde.

## Karriere
Seine Fußballkarriere begann er bei Gaziosmanpaşa in Istanbul. 1989 kam dann der Wechsel zu Konyaspor. In Konya gelang dem Abwehrspieler auch der Durchbruch. Im Juli 1992 wechselte Sedat zu Bursaspor. Zwei Jahre später kam der Wechsel zum türkischen Traditionsclub Galatasaray Istanbul. In seiner ersten Saison gelangen ihm bei den Rot-Gelben als Manndecker acht Tore, so dass er den Spitznamen „Altın Kafa“ (Goldener Kopf) bekam. Trotz der guten Leistungen musste er die Koffer packen und wurde für die Saison 1995/96 an den Ligakonkurrenten Eskişehirspor ausgeliehen. 
Im Sommer 1996 wechselte er zu Fenerbahçe Istanbul. Er konnte sich jedoch nicht mehr auf den Fußball konzentrieren und hatte immer mehr Probleme, sportlich mit seinen Mitspielern mitzuhalten.

## Krankheit
Nach und nach bemerkte Sedat, dass er die von ihm geforderten Trainingseinheiten nicht in dem erwarteten Umfang erfüllen konnte. Als die Beschwerden immer größer wurden, ging er zum Arzt. Es dauerte seine Zeit, bis die Ärzte 1997 die seltene Krankheit ALS feststellten. Die Ärzte in den USA gaben ihm eine Lebensdauer von zwei Jahren. Sedat hat 12 Jahre mit dieser Krankheit leben können und verstarb daran am 29. April 2009.